# Ozaki Kihachi
Ozaki Kihachi, 尾崎 喜八 (Ozaki Kihachi?) (Tokyo, 31 gennaio 1892 – Kamakura, 4 febbraio 1974), è stato un poeta giapponese, attivo durante il periodo Shōwa.

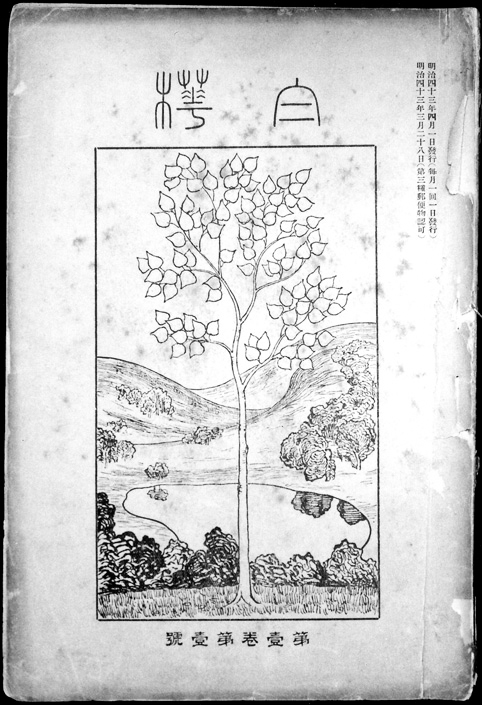
Copertina del primo numero di Shirakaba, del 1910.

Imparò fin da giovanissimo la lingua inglese e sviluppò un forte interesse per la poesia inglese . Nel 1911 conobbe il poeta e scultore Takamura Kotaro, che incoraggiò in maniera determinante i suoi sforzi per lo studio.
Mentre lavorava come dipendente di una società, Ozaki si dilettava, come  hobby, nella traduzione di poesie in lingua inglese, e presentò queste traduzioni insieme con le proprie opere originali alla rivista letteraria  Shirakaba. Come seguace della  filosofia dell'umanismo Shirakaba, strinse amicizia con Mushanokoji Saneatsu e Senge Motomaro . Era anche appassionato di viaggi e l'alpinismo.
Ozaki in seguito imparò da solo francese e tedesco , e fu fortemente influenzato da scrittori come Romain Rolland e di Hermann Hesse.
Le sue opere includono Takamura SHISHO ("Takamura Anthology") e Hana Kodoku Sakeru ("Flowering  Loneliness"). Ozaki ha anche pubblicato Yama no EHON ("Picture Book Mountain"), una raccolta di pensieri diversi, e molte traduzioni di Romain Rolland, Hermann Hesse e Georges Duhamel.
Dal 1946 al 1954, visse in una casetta tra le montagne del Fujimi Kogen, e pubblicò numerose opere in cui ha elogiato la bellezza della natura e della vita rurale.
Ozaki è morto nel 1974 all'età di 82 anni. La sua tomba si trova al tempio di Meigetsu-in a Kamakura, nella prefettura di Kanagawa, la città dove visse dal 1966 fino alla sua morte.